# Марија Шерифовић
Марија Шерифовић (Крагујевац, 14. новембар 1984) српска је певачица. Позната је по победи на Песми Евровизије 2007. за Србију са песмом „Молитва”. Препозната је као један од најмоћнијих вокала у земљи
Била је чланица жирија у телевизијском певачком такмичењу Звезде Гранда (2015—2025).

## Живот и каријера

### Детињство и младост
Рођена је 14. новембра 1984. године у Крагујевцу. Њена мајка Верица је рођена у Крагујевцу и ћерка је мајстора Војислава и мајке Гордане, док јој је отац Рајко Шерифовић син хармоникаша Емина Шерифовића и певачице Лепе Шерифовић, а по националности Ром. Њени родитељи су почетком осамдесетих година заједно наступали у истој групи „Жаока”, пре него што су се венчали у Инђији 1982. године.
Док је Верица била у деветом месецу трудноће са Маријом, Рајко оставио Верицу због друге жене са којом је добио сина, Данијела, који је певач и тренер вокала. Марија је свог оца описала као насилног алкохоличара који би редовно тукао мајку.

### 2003—2014: Пробој и Песма Евровизије
Шерифовићева је издала свој дебитантски албум Нај, најбоља 2003. године за City Records. Следеће године, победила је на музичком фестивалу у Будви са песмом „Бол до лудила”. Изборила је победу на Радио фестивалу 2005. године, а издала је други албум албума Без љубави 2006. године. Годину дана касније, одржала је свој први концерт у Сава центру.
Са песмом „Молитва”, изабрана је да представља Србију на Песми Евровизије 2007. године. Победила је и у полуфиналу 10. маја (са 298 бодова) и у финалу 12. маја (са 268 бодова), поставши прва и једина победница у Србији на Песми Евровизије. По повратку кући, испред Градске скупштине Београда дочекало ју је више од 70.000 људи, а одржала је и концерт у родном граду пред 60.000 суграђана. Извела је своју победничку песму на такмичењу 2008. у Београду и била је део жирија који је изабрао пријаву Ирске за такмичење 2008. и Шведске за такмичење 2009. године. „Молитва” је уврштена на листу 10 најбољих победника Евровизије према SBS-у 2016. године и The Independent-у 2019. године, док ју је The Eurovision Times, обожаватељски блог, рангирао као трећу најбољу песму на Песми Евровизије свих времена.
Године 2008. објавила је свој трећи албум под називом Нисам анђео, а годину дана касније и четврти албум, Анђео. У мају 2010. године, одржала је концерт у Београдској арени. Године 2013, Прва је емитовала документарни филм о Шерифовићевој под називом Исповест, у којем је говорила о свом тешком детињству, успону и аутовању као лезбијка. Шерифовићева је 2014. године објавила свој пети албум, Храбро.

### 2015—данас:Звезде Грандаи велики успех
У јулу 2015. објавила је сингл „Паметна и луда”. У септембру исте године, постала је жири у телевизијском певачком такмичењу Звезде Гранда, заједно са Јеленом Карлеушом. У октобру, Шерифовићева је доживела успех са песмом „Сама и нервозна”. У марту 2016. године, одржала је концерт у Олимпијској дворани Зетра у Сарајеву. Између маја 2016. и марта 2018. године, Шерифовићева је објавила песме „Своја и твоја”, „Део прошлости”, „11” и „Није љубав то”. Шерифовићева је потом наступала у распродатој Београдској арени и, у јулу 2018. године, на Градском стадиону Кошево у Сарајеву. Између марта и маја 2019. године, Шерифовићева је кренула на турнеју под називом „Друга страна плоче”, током које је обрађивала своје омиљене песме других уметника и изводила сопствене хитове. Наведено је седам распродатих наступа, од којих шест у Сава центру у Београду и један у СПЕНС-у у Новом Саду. Поред тога, у јуну 2019. године, Џејла Рамовић, под менторством Шерифовићеве, победила је у 13. сезони такмичења Звезде Гранда. 2020. године у септембру  почела је да снима влогове на Јутјубу тие постала и јутјуберка. 2021. године њен кандидат у Звездама Гранда- Махир Мулалић победио је у том такмичењу.
Једна је од јавних личности које имају највише пратилаца на Инстаграму, скоро милион. Од кад је почела да снима за јутјуб број пратилаца и на тој друштвеној мрежи почео је нагло да расте тако да сада има око 430.000 пратилаца (субскрајбера). После паузе од десет година, објавила је нови албум "Долази љубав" у октобру 2023. године са осам нових песама укључујући дует са Матијом Цвеком.

## Приватни живот
Изјашњава се као лезбијка. Музичка критичарка Џермејн Грир тврдила је да јој је статус „аутсајдера”, тј. Ромкиње и лезбијке, помогао да се појави на Песми Евровизији 2007. године. У децембру 2023. постала је мајка ангажовањем сурогат мајке, дете се родило у Лос Анђелесу, син се зове Марио.

## Дискографија
Студијски албуми
- Нај, најбоља (2003)
- Без љубави (2006)
- Нисам анђео (2008)
- Анђео (2009)
- Храбро (2014)
- Долази љубав (2023)

## Награде и номинације
| Година | Награда                | Категорија                         | Номинован/рад                    | Резултат   | Реф.   |
| ------ | ---------------------- | ---------------------------------- | -------------------------------- | ---------- | ------ |
| 2007.  |                        | Уметничка награда                  | Она                              | Освојено   |        |
| 2007.  | Песма Евровизије 2007. | Такмичење                          | Учесница/Она                     | Освојено   |        |
| 2019.  | Music Awards Ceremony  | Поп нумера женског извођача године | Није љубав то                    | Номинација | [ 19 ] |
| 2019.  | Music Awards Ceremony  | Музички видео године               | 11                               | Номинација | [ 19 ] |
| 2019.  | Music Awards Ceremony  | Концерт године                     | Штарк арена, 24. мај 2018.       | Номинација | [ 19 ] |
| 2019.  | Music Awards Ceremony  | Поп певачица године                | Она                              | Освојено   | [ 19 ] |
| 2020.  | Music Awards Ceremony  | Концерт године                     | Друга страна плоче (Сава центар) | Освојено   |        |